# Roca Roja (Benifallet)
La Roca Roja és una muntanya de 630 metres que es troba al municipi de Benifallet, a la comarca catalana del Baix Ebre. Al seu vessant cap a l'Ebre hi ha el jaciment ibèric Castellot de la Roca Roja, un dels més ben conservats de Catalunya.